# Finlands herrlandslag i volleyboll
Finlands herrlandslag i volleyboll (finska: Suomen miesten lentopallomaajoukkue) representerar Finland i volleyboll på herrsidan. Laget slutade på fjärde plats i Europamästerskapet 2007.

### Fotnoter
1. ↑  Todor Krastev (19 mars 2007). ”Men Volleyball XXV European Championship 2007 Moscow, St. Piterburg (RUS) - 06-16.09 Winner Spain” (på engelska). Sport Statistics. Arkiverad från originalet den 26 juni 2015. https://web.archive.org/web/20150626124714/http://todor66.com/volleyball/Europe/Men_2007.html. Läst 25 juni 2015.